# Partsi
Partsi är en ort i Estland. Den ligger i Põlva kommun och landskapet Põlvamaa, i den sydöstra delen av landet, 210 km sydost om huvudstaden Tallinn. Partsi ligger 64 meter över havet och antalet invånare är 123.
Terrängen runt Partsi är platt. Runt Partsi är det glesbefolkat, med 8 invånare per kvadratkilometer. Närmaste större samhälle är Põlva, 6,9 km nordväst om Partsi. I omgivningarna runt Partsi växer i huvudsak blandskog.